# Натюрморт с шахматной доской
«Натюрморт с шахматной доской» (фр. «Nature morte á l’échiquier», другие распространённые названия: «Аллегория пяти чувств», «Пять чувств», «Аллегория двух видов любви» фр. «Allégorie des cinq sens», «Les cinq sens», «Allégorie des deux Amours») — один из наиболее ранних французских натюрмортов и один из самых известных натюрмортов, интригующий скрытыми в изображении смыслами. Приписывается художнику Любену Божену (фр. Lubin Baugin, 1611—1663).

## История создания и судьба картины
Картина датируется обычно 1630 годом. Вопрос её авторства остаётся открытым. Большинство искусствоведов приписывают четыре натюрморта, подписанные именем «A. Baugin» (на этом натюрморте надпись «Baugin» проставлена на той стороне крышки стола, которая обращена к зрителю), художнику Любену Божену. В 1629 году он стал мастером и поселился в аббатстве Сен-Жермен-де-Пре, где проходила деятельность известных ныне провинциальных художников, таких как братья Ленен. Под юрисдикцией аббатства он мог работать и продавать свои картины. Известно, что живописец продолжал быть мастером гильдии художников Сен-Жермен-де-Пре около 1631 года. Между 1632 и 1640 годами он совершил длительную поездку в Италию. Четыре картины («Натюрморт с чашей абрикосов», «Натюрморт с шахматной доской», «Натюрморт со свечой», «Натюрморт с вафлями», фр. «La Nature-morte à la coupe d'abricots», «La Nature morte à l'échiquier», «Le Dessert aux gaufrettes», «Nature morte à la bougie») были, вероятно, выполнены между 1630 и 1635 годами в аббатстве, или в начале путешествия на Апеннинский полуостров. Натюрморты Божен писал только в ранний период творчества (1630—1635), позже он не возвращался к этому жанру.
Часть исследователей считает, что в первой половине XVII века работали два разных художника-однофамильца, один из которых был автором натюрмортов. Другой Любен Божен был автором религиозных картин в стиле классицизма, и современники не упоминают его интереса к изображению натюрморта.
Картина выполнена масляными красками по дереву, её размер 55 на 73 сантиметров. В ней различимо влияние фламандской живописи, однако некоторые искусствоведы обоснованно соотносят её с испанской традицией натюрморта. Подлинник хранится в настоящее время в Лувре (инвентарный номер — RF 3968).
Этот натюрморт привлёк внимание специалистов во время распродажи коллекции немецкого пивовара и коллекционера произведений искусства Йозефа Кремера в Дортмунде в 1929 году, затем он был представлен на выставке «Les Peintres de la réalité en France au XVII siècle» в Музее Оранжери в 1934 году. В конце концов, он был передан в Лувр на следующий 1935 год производителем бумаги, коллекционером произведений искусства и меценатом Питером Смидтом Ван Гелдером, который был его владельцем на тот момент. Картина неоднократно представлялась на крупных выставках за пределами Франции: в Роттердаме в 1930—1931 годы; в Амстердаме в 1933 году....
В Главе XII романа Паскаля Киньяра «Все утра мира» главные герои книги — музыканты Жан де Сент-Коломб и Марен Маре рассматривают эту картину в мастерской Божена, которому её заказал для себя Сент-Коломб. Картина описана так:

«наполовину пустой стакан вина, лежащая лютня, нотная тетрадь, чёрный бархатный кошель, колода карт, из коих верхний был трефовый валет, шахматная доска, а на ней ваза с тремя гвоздиками, и восьмиугольное зеркало, прислоненное к стене…

— Все, что отнимает смерть, погружено в её [картины] мрак, — шепнул Сент-Коломб на ухо своему ученику. — Вот они, все радости жизни, что уходят от нас, говоря свое последнее „прости“».— Паскаль Киньяр. Все утра мира. Глава XII
Французский режиссёр Ален Корно в фильме «Все утра мира», поставленном по этому роману, воспроизводит кинематографическими средствами картину «Натюрморт с шахматной доской» в соответствующем эпизоде.

## Изображение и его трактовки
Существует представление, что картина является таинственным, зашифрованным сообщением художника зрителю. Обычно предполагается, что может существовать универсальный ключ, предоставляющий возможность расшифровать это сообщение. «Предмет интересует художника не сам по себе, а как носитель скрытого смысла, знак». Предметы помещены на стоящем в углу вплотную к стенам столе. Слева изображены: нотная тетрадь, на которой лежит лютня (струнами вниз); в центре колода карт, за ней — стянутый шнуром кошель. За лютней: бокал на высокой ножке, наполненный красным вином, а ближе к центру хлеб. Справа расположена закрытая шахматная коробка на которой стоит стеклянный флакон с двумя красными и одной белой гвоздиками. На стене над доской висит тёмное зеркало. Стены облицованы здесь прямоугольными керамическими плитками, что перекликается с клетчатой поверхностью шахматной доски.

«Впереди помещены такие предметы, характерной чертой которых является своеобразная „замкнутость / закрытость“ — застегнутый кошель и лежащая струнами (и подразумеваемым отверстием) вниз лютня. Сзади же помещены те предметы, свойством которых является своеобразная „открытость“».— Роман Бобрик. Божен — натюрморт с шахматной доской
Трактовки изображения исследователями разнообразны и обычно исходят из символического значения отдельных предметов, изображённых художником, при этом часто отдельные объекты, которые не вписываются в подобную символическую систему, исследователем опускаются:
- Аллегория пяти чувств. Иногда сам натюрморт называют «Пять чувств»[3]. Зрение символизирует зеркало, слух — лютня и нотная тетрадь, вкус — хлеб и вино, обоняние — цветы, осязание — игральные карты и кошель (возможно, и шахматы тоже). Предметы, обозначающие зрение и обоняние, помещены на шахматной доске (выше всех остальных, стоящих на столе), поэтому эти чувства важнее прочих. Некоторые из предметных аллегорий чувств (зеркало, лютня, цветы), использованных художником, могли быть им почерпнуты из популярного во времена Божена руководства для художников писателя и учёного Чезаре Рипы «Iconologia overo Descrittione Dell’imagini Universali cavate dall’Antichità et da altri luoghi»[11].
- Религиозная трактовка[16]. Бокал с вином и хлеб связаны с евхаристией, гвоздика — символ Страстей Христа, сюда же можно отнести и стеклянную вазу, наполненную чистой водой, метафору девственности Марии, все они расположены на заднем плане. На переднем плане расположены предметы, олицетворяющие земные соблазны. Получается, что мирские наслаждения заслоняют человеку Бога. Оппозиция одних другим усиливается присутствием шахматной доски, подразумевающей противоборство двух соперников, противостояние белого чёрному (подобно полям на доске). Шахматная доска, возможно, является метатекстом для оппозиции священного и земного: а) оппозиционность — свойство самой шахматной доски, которая состоит из 64 чёрных и белых клеток; б) игра в шахматы базируется на противоборстве двух сторон. В настоящее время шахматам полагается высокий социальный статус, они считаются игрой интеллектуальной. Во времена, когда создавалась картина Божена, трактовка шахмат была принципиально иной. В середине XVII века шахматы считались дурной привычкой наряду с алкоголем и игральными картами[17].
- Бытовая версия, предложенная Жаком Тюилье[фр.]. Он предлагает при анализе этой картины исходить из набора проблем и круга интересов молодого художника в возрасте двадцати лет и способности её отразить интеллектуальные запросы буржуазной среды, для которой предназначалась картина. Вероятно, они были более ограничены, чем у нынешних специалистов в области истории искусства, придающих подчёркнуто символическое значение картине, которая этих смыслов, по его мнению, не могла содержать[18].

Искусствоведы обратили внимание на необычный интерес художника к восьмиугольникам, который не вписывается ни в одну из предложенных историками искусства трактовок картины:

«Налево (от зрителя) стоит стеклянный бокал с восьмиугольной, граненой чашей, наполненный вином, а направо — висит на стене восьмиугольное зеркало. Примечательно то, что в обоих случаях этот восьмиугольник сильно подчеркнут его удвоением: в одном случае это и линия вина, и линия краев раструба, а в другом — по крайней мере, внешний и внутренний контуры широкой рамы зеркала (или рамы и зеркальной пластины)»— Роман Бобрик. Божен — натюрморт с шахматной доской